# Biantidae
Famille
Les Biantidae sont une famille d'opilions laniatores. On connaît près de 140 espèces dans 32 genres.

## Distribution
Les espèces de cette famille se rencontrent en zone tropicale en Asie, en Afrique et en Amérique.

## Liste des genres
Selon World Catalogue of Opiliones (09/10/2021) :
- Biantinae Thorell, 1889
  - Anaceros Lawrence, 1959
  - Biantella Roewer, 1927
  - Biantes Simon, 1885
  - Biantessus Roewer, 1949
  - Biantomma Roewer, 1942
  - Clinobiantes Roewer, 1927
  - Cryptobiantes Kauri, 1961
  - Eubiantes Roewer, 1915
  - Fageibiantes Roewer, 1949
  - Hinzuanius Karsch, 1880
  - Hirstienus Roewer, 1949
  - Hovanoceros Lawrence, 1959
  - Ivobiantes Lawrence, 1965
  - Malgaceros Lawrence, 1959
  - Metabiantes Roewer, 1915
  - Monobiantes Lawrence, 1962
  - Probiantes Roewer, 1927
  - Tetebius Roewer, 1949
- Lacurbsinae Lawrence, 1959
  - Eulacurbs Roewer, 1949
  - Lacurbs Sørensen, 1896
  - Metalacurbs Roewer, 1915
  - Prolacurbs Roewer, 1949
- Stenostygninae Roewer, 1913
  - Bidoma Šilhavý, 1973
  - Caribbiantes Šilhavý, 1973
  - Decuella Avram, 1977
  - Galibrotus Šilhavý, 1973
  - Heterolacurbs Roewer, 1912
  - Manahunca Šilhavý, 1973
  - Negreaella Avram, 1977
  - Stenostygnus Simon, 1879
  - Vestitecola Šilhavý, 1973
- Zairebiantinae Kauri, 1985
  - Zairebiantes Kauri, 1985

## Publication originale
- Thorell, 1889 : « Aracnidi Artrogastri Birmani raccolti da L. Fea nel 1885-1887. » Annali del Museo Civico di Storia Naturale di Genova, sér. 2, vol. 7, p. 521-729 (texte intégral).